# إحسان القاضي
إحسان القاضي (من مواليد 27 أبريل 1959)، هو صحفي ومُحرّر إعلامي جزائري، محرر إعلامي وناشط في مجال حرية الصحافة. هو مؤسس ومدير إذاعة «Radio M» (الجزائر) و«Maghreb Emergent».

## تغطية الحراك
قام الصحفي بنشر صورة حشد ضخم قد تجمع خارج مكتبه في عام 2019 أثناء احتجاجات الحراك، وعلق أسفل الصورة قائلا: "أتمنى للجميع ... أن يعيشوا مرة واحدة في حياتهم هذه اللحظة التاريخية عندما تمر ثورة أحلامهم ... من تحت نافذة مكتبهم".
ومع اشتداد حملة قمع شخصيات الحراك قبيل الانتخابات التشريعية الجزائرية 2021 ، قبل يومين من اقتراع 12 يونيو ، اعتقلت الأجهزة الأمنية كل من المعارض كريم طابو ومدير الإذاعة إحسان القاضي والصحفي خالد درارني، شخصيات احتجاجية. وبالتالي ، يُحظر عليهم التحدث إلى الصحافة لمدة ثمان وأربعين ساعة كجزء من الإجراءات القانونية.,.

## اعتقالات
حُوكم الصحفي الجزائري في يونيو 2022 بسبب مقال تحليلي نُشر في 23 مارس 2021 ، وحكمت عليه محكمة سيدي محمد بالجزائر العاصمة بالسجن ستة أشهر دون أمر قضائي وغرامة قدرها 50 ألف دينار. شددت محكمة الاستئناف الحكم الصادر وقضت بسجنه سبعة أعوام، منها خمسة نافذة بزيادة سنتين عن الحكم الابتدائي.
تم اعتقاله مرة أخرى ليلة 23 إلى 24 ديسمبر 2022 وتم تفتيش وإغلاق مقراتRadio M وMaghreb Emergent,.

## امتياز
في عام 2019 ، حصل إحسان القاضي على جائزة عمر وردان لحرية الصحافة. هذه الجائزة ، التي سميت على اسم مؤسس ورئيس تحرير صحيفة الخبر اليومية ، التي اغتيلت في 3 أكتوبر 1995 من قبل الأصوليين ، تكافئ الصحفي الاستقصائي المنخرط في النضال من أجل الحريات والديمقراطية في الجزائر.